# Kjetil Mårdalen
Kjetil Jonsen Mårdalen, né le 12 janvier 1925 et mort le 4 novembre 1996, est un coureur norvégien du combiné nordique.

## Biographie
Licencié au club de Tinn, sa ville natale, il est le fils du skieur Jon Mårdalen. 
Aux Championnats du monde 1954, il obtient la médaille de bronze derrière ses compatriotes Sverre Stenersen et Gunder Gundersen, quatre ans après avoir fini sixième pour ses premiers championnats du monde. Il est aussi 51e du quinze kilomètres de ski de fond aux mondiaux 1954
Aux Jeux olympiques d'hiver de 1956, il arrive quatorzième.

## Palmarès

### Jeux olympiques
| Épreuve / Édition | Cortina d'Ampezzo 1956 |
| Individuel        | 14e                    |

### Championnats du monde
| Épreuve / Édition | Épreuve / Édition | Lake Placid 1950 | Falun 1954 |
| Individuel        | Individuel        | 6e               | Bronze     |